# Динамо (гандбольный клуб, Челябинск)
«Динамо» — команда по гандболу из Челябинска, основанная в 1976 году.

## История
Гандбольная команда мастеров при производственном объединении «Полёт» создана в сентябре 1976 года. Инициатива создания клуба исходила от генерального директора объединения Виталия Михайловича Илейко.
Команда начала выступления в первой лиге чемпионата СССР. В 1980 году команда дебютировала в высшей лиге.
С 1992 года участвовала в чемпионате России.
Название команды в 2001 году сменилось на «Локомотив-Полёт», а после реструктуризации в 2010 году команда получила своё сегодняшнее наименование. В 2016 году клуб был переименован в «Динамо».
После сезона 2020/21 Федерация гандбола Челябинской области совместно с руководством клубов «Динамо» Челябинск и «Сунгуль» Снежинск приняли решение об объединении клубов. В августе заявка «Динамо» была отозвана, а заявка команды из Снежинска была изменена. Обновленная команда стала выступать под названием «Динамо-Сунгуль».

## Достижения
- Вице-чемпион России — 1993, 1996, 1997
- Бронзовый призёр чемпионата России — 1994, 1999
- Победитель Высшей Лиги — 2017/18

## Известные игроки
- Гопин, Валерий Павлович — Олимпийский чемпион (1988, 1992), чемпион мира (1993, 1997)
- Кулинченко, Станислав Владимирович — Олимпийский чемпион (2000), чемпион мира (1997)
- Французов, Алексей Алексеевич — чемпион мира (1993)